# PCLinuxOS
PCLinuxOS är en Linuxdistribution baserad på Mandriva. Den riktar sig främst till hemanvändare och fokus är satt på användarvänlighet.
PCLinuxOS distribueras som en Live-CD, men kan installeras på hårddisk eller USB-minne. Skrivbordsmiljön är baserad på KDE.
PCLinuxOS använder Advanced Packaging Tool (APT) som pakethanterare. Paketen levereras i RPM-format.
I distributionen ingår ett skript, mklivecd, som gör det möjligt att skapa en ISO-avbild från hårddisken. Denna kan användas som en säkerhetskopia eller som en egen anpassad Live-CD.

## Historia
Föregångaren till PCLinuxOS bestod av en samling RPM-paket som skapades för att förbättra successiva versioner av Mandrake Linux (nu Mandriva Linux). Dessa paket skapades av Bill Reynolds, en paketerare som är bättre känd som Texstar. Från år 2000 till 2003 underhöll Texstar sitt förråd av RPM-paket parallellt med hemsidan PCLinuxOnline.
År 2003 skapade han en avgrening av Mandrake Linux 9.2 (vilket släpptes i oktober 2003). Genom arbetet med Live-CDprojektet har Texstar sedan dess utvecklat denna avgrening till en hel GNU/Linuxdistribution. De ursprungliga releaserna numrerades successivt som "förhandsversioner", det vill säga p5, p7, p8 upp till p81a, sedan p9, p91, p92.
År 2006 släpptes MiniME 0.93 (släppt 2006-05-16) som en minimal "Live & Install"-CD. MiniME var utformad för en liten och kvick installation. Detta tillät användare att själva utforma sitt system, genom att välja alla de önskade tillämpningsprogrammen.
I augusti 2006 släpptes tre nya CD-skivor/ISO:s. De var numrerade 0.93 och hade namnen MiniME, Junior och Big Daddy. MiniME fortsätter vara en minimal installering för erfarna användare som önskar att lägga till sina egna val av paket, medan Junior adderar några nödvändiga skrivbordsorienterande paket. Junior är ett mellanting av MiniME och Big Daddy.
Den nya versionen, PCLinuxOS 2007, erbjuder ett nytt utseende och inbyggda 3D-effekter. Både Beryl och Compiz kommer förkompilerade och kan konfigureras med the PCLOS Control Center. En ny logotyp har också blivit utformad för den nya versionen och kan ses när datorn startar upp. En ny logg-inskärm vid namn "Dark" har designats.
Den slutliga versionen av PCLinuxOS 2007 utgavs 2007-05-21.

## Relation med Mandriva Linux
Trots att den innehar en liknande "look and feel" som Mandriva Linux, har PCLinuxOS avvikit betydligt. De flesta delar såsom Linuxkärnan, GCC och KDE (den huvudsakliga skrivbordsmiljön) har blivit självständigt paketerade.
PCLinuxOS underhåller sitt eget programvaruförråd, vilket är tillgängligt via Advanced Packaging Tool (APT) och dess Synaptic front-end. Detta används istället för Mandrivas pakethanterare urpmi. Andra olikheter mellan de två är att PCLinuxOS inkluderar egengjorda ikoner och en egen menyuppsättning.

## Projekt
Det finns många projekt som är associerade med PCLinuxOS. Här är några exempel:
- VideoLinux
- SAM Linux
- CAE Linux